# 孙家站
孙家站，位于哈尔滨市香坊区通乡街，建于1934年，现隶属哈尔滨铁路局，为三等站。拉滨铁路经过此站。

## 业务办理
客运办理旅客乘降，行李，包裹托运业务。货运办理整车，零担，集装箱货物到发。